# Hektary (województwo śląskie)
Hektary – wieś w Polsce, położona w województwie śląskim, w powiecie będzińskim, w gminie Siewierz.
Hektary wchodzą w skład sołectwa Podwarpie.
Do 2024 r. miejscowość była częścią wsi Podwarpie. W latach 1975–1998 Hektary administracyjnie należały do województwa katowickiego.